# 西亭脆饼
西亭脆饼，又称为“南通脆饼”，是江苏南通的特产美食，始于1866年，已有百年历史。西亭脆饼通常厚度不超过两厘米厚，内部层次分明且有数十层的结构，干吃酥脆香甜，泡食则层次不乱、汤水不浑。制作西亭脆饼的方式需要准备面粉、白砂糖、植物油及少量香油，加水的量通常超过使用手擀面的量。初次擀面结束后切成小块然后再用手擀成圆形的薄皮状，然后层层叠加为矩形的饼坯，最后在表面撒上芝麻，烤制后可出成品。